# Qualibou
Ne doit pas être confondu avec District de Soufrière.
Le Qualibou, aussi appelé Soufrière ou Soufrière de Sainte-Lucie, est un volcan de l'île de Sainte-Lucie constitué d'une caldeira en partie submergée par la mer des Caraïbes.

## Géographie

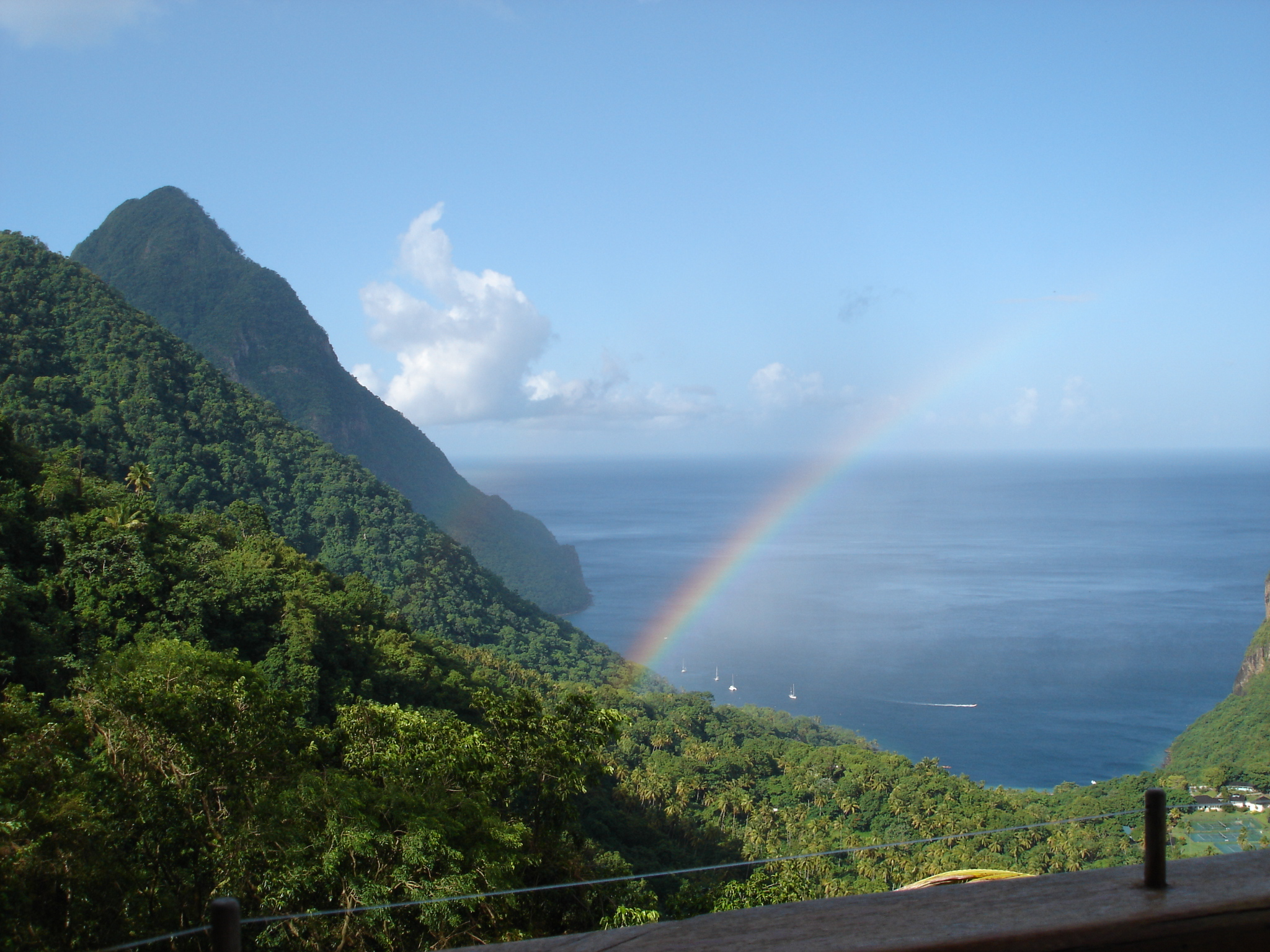
La caldeira de Qualibou et le Grand Piton à gauche vu depuis le rebord de la caldeira.

Le Qualibou est situé dans le sud-ouest de Sainte-Lucie, une île des Petites Antilles, de part et d'autre du Petit Piton au nord et du Grand Piton au sud, deux anciens dômes de lave formant deux aiguilles escarpées plongeant dans la mer. La caldeira mesure cinq kilomètres de longueur pour trois kilomètres et demi de largeur et culmine à 777 mètres d'altitude au Grand Piton,. Son littoral dessine une baie rocheuse dans laquelle s'inscrit une crique sablonneuse dont les abords sont constitués d'infrastructures hôtelières et quelques habitations de luxe. Administrativement, la caldeira de Qualibou est incluse dans le district de la Soufrière.
Le Qualibou fait partie du centre volcanique de la Soufrière incluant aussi les zones géothermiques de Sulphur Springs et des bouches éruptives.

## Histoire
La caldeira de Qualibou s'est formée par l'effondrement dans la mer des Caraïbes d'un pan du tuf Choiseul à la faveur de l'une de ses éruptions volcaniques il y a 32 à 39 000 ans. À la suite de ce glissement de terrain dont les débris ont formé un large éventail sous-marin sur la côte ouest de l'île de Sainte-Lucie, des dômes de lave se sont mis en place dans le fond de la caldeira. La dernière éruption dans la caldeira s'est produite il y a moins de 20 000 ans et la dernière éruption dans la zone volcanique de la Soufrière s'est déroulée en 1766 aux Sulphur Springs avec des explosions phréatiques d'indice d'explosivité volcanique de 1,.